# Tom Clancy's Ghost Recon
Tom Clancy's Ghost Recon è il primo titolo dell'omonima serie. Il gioco porta nel titolo il nome dello scrittore statunitense Tom Clancy, che ha ideato la trama originale. Sviluppato da Red Storm Entertainment, una sussidiaria di Ubisoft, è uscito nel 2001 per PC, nel 2002 per Mac OS, PlayStation 2 e Xbox, e nel 2003 per GameCube.

## Trama
Nell'anno 2008 il mondo è sull'orlo della terza guerra mondiale. I radicali ultranazionalisti russi hanno infatti preso il controllo a Mosca, con l'obiettivo di ricostruire il vecchio impero sovietico. Ucraina, Bielorussia, Kazakistan, una dopo l'altra tutte le vicine repubbliche indipendenti vengono ricondotte nell'orbita russa. I carri armati russi vengono inviati tra le montagne del Caucaso e nelle foreste del Baltico pronti ad attaccare verso Sud e verso Est.
Per evitare uno scontro a livello mondiale viene inviato un piccolo gruppo di soldati di élite in quelle regioni per fronteggiare l'emergenza. È la compagnia D, primo battaglione del 5º gruppo delle forze speciali degli Stati Uniti. Questo gruppo di berretti verdi rappresenta infatti la punta di diamante, la prima linea di difesa. Dotati delle migliori tecnologie militari ed addestrati nelle più avanzate tecniche di combattimento nell'ombra, questi uomini colpiscono velocemente, silenziosamente ed invisibilmente. Si fanno chiamare Fantasmi (Ghost).